# 王旭 (1926年)
王旭（1926年—1967年9月），山西左权人，中华人民共和国政治人物。

## 生平
王旭出生于山西省辽县（今晋中市左权县），出生后他的母亲因产后风去世。1938年起参加中国共产党活动，先后于抗日战争、第二次国共内战活动于左权、垣曲等县，1949年随中国人民解放军长江支队南下，任寿宁县斜滩区农会主席，1951年调任福鼎县。1958年2月任霞浦第一中学校长，6个月后调入铁路系统，先后任职于福州铁路局、南昌铁路局。文化大革命时遭到冲击，翌年诊断出食道癌，并于9月底逝世，享年41岁。

## 家庭
王旭的妻子是石棉，两人育有多个子女。